# کاتون پلنت (آرکانزاس)
کاتون پلنت (آرکانزاس) (به انگلیسی: Cotton Plant, Arkansas) یک شهر در ایالات متحده آمریکا با جمعیت ۶۴۹ نفر است که در آرکانزاس واقع شده‌است.

## موقعیت جغرافیایی
موقعیت جغرافیایی شهرها و مناطق اطراف به شرح زیر است: